# Syngonium auritum
Syngonium auritum là một loài thực vật có hoa trong họ Ráy (Araceae). Loài này được (L.) Schott miêu tả khoa học đầu tiên năm 1829.